# سام هورن
سام هورن (بالإنجليزية: Sam Horn) هو لاعب كرة قاعدة أمريكي، ولد في 2 نوفمبر 1963 في دالاس في الولايات المتحدة.

## وصلات خارجية
- سام هورن على موقعبيزبول رفرنس.كوم (الدوري الرئيسي) (الإنجليزية)
- سام هورن على موقعبيزبول رفرنس.كوم (الدوري الثانوي) (الإنجليزية)